# The Shivering Truth
The Shivering Truth è una serie televisiva animata statunitense del 2018, creata e sceneggiata da Vernon Chatman e diretta da quest'ultimo insieme a Cat Solen.
Prodotta da Solen con PFFR e ShadowMachine, la serie è interpretata da Chatman, Kevin Breznahan, Janeane Garofalo, Trey Parker, Miriam Tolan, Michael Cera, Jonah Hill e Starlee Kine.
La serie viene trasmessa per la prima volta negli Stati Uniti su Adult Swim dal 9 dicembre 2018 ed è stata preceduta da un episodio pilota pubblicato sul sito di Adult Swim il 22 maggio 2018.

## Genere e struttura
La serie è basata su una serie di racconti surreali e dall'atmosfera grottesca che si ricollegano tra di loro attraverso delle parabole.

## Episodi
| Stagione         | Episodi | Prima TV USA | Prima TV Italia |
| ---------------- | ------- | ------------ | --------------- |
| Prima stagione   | 6       | 2018         | inedita         |
| Seconda stagione | 6       | 2020         | inedita         |

## Produzione

### Ideazione e sviluppo

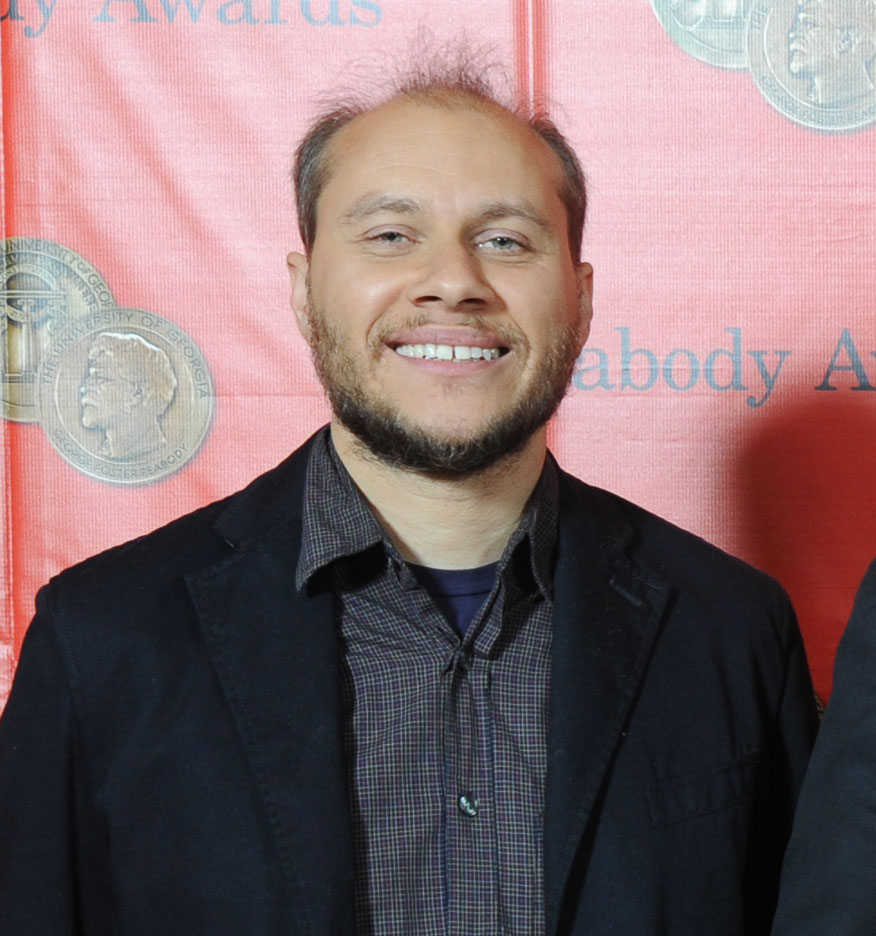
Vernon Chatman, creatore, regista e sceneggiatore di The Shivering Truth

I personaggi della serie sono dei piccoli pupazzi alti 10 centimetri con armature in filo, creati con silicio, lana, polistirolo e resina. Chatman ha dichiarato che sono serviti circa sei mesi di produzione fisica, un mese di registrazione e due mesi e mezzo di post-produzione per completare i sei episodi che compongono la prima stagione. Chatman ha avuto diverse ispirazioni per la sua serie, compreso il lavoro di Terry Gilliam ne Il circo volante dei Monty Python, affermando "L'ho visto quando ero molto giovane, quindi mi ha spaventato. Non sapevo se l'animazione stesse iniziando o finendo. Molte mie influenze non sono [produzioni] animate, principalmente cortometraggi, romanzi, persino spettacoli radiofonici, una recente è il libro di David Eagleman sul cervello, è un neuroscienziato e ti dà 40 versioni diverse dell'aldilà, [sapendo comunque che] nessuna di esse può coesistere". Anche Solen ha parlato delle sue ispirazioni, affermando "Ho amato il film The Wizard of Speed and Time, che non è altro che un ammonimento sulla creazione di film. Un altro film che ho amato da bambino è stato l'adattamento di Nicolas Roeg del romanzo Le streghe di Roald Dahl, che presentava le marionette di Anjelica Huston e Jim Henson, il che mi ha spaventato molto".

### Musica
Durante i titoli di coda è presente una versione alternativa della ballata inglese Long Lankin, la cui musica è spesso distorta. La colonna sonora originale è composta da Heather Christian.

## Distribuzione
- 9 dicembre 2018 negli Stati Uniti d'America su Adult Swim;
- 7 giugno 2019 nel Regno Unito e in Irlanda su All 4;[5]
- 22 gennaio 2020 in Spagna su HBO Max;[6]
- 7 maggio 2020 in Germania su TNT Comedy;[7]
- 30 ottobre 2020 in Francia su Adult Swim;[8]
- 26 ottobre 2021 in Norvegia, Danimarca, Svezia e Finlandia su HBO Max.

## Accoglienza

### Critica
Daniel Kurland di Den of Geek ha elogiato l'episodio pilota insieme ai successivi primi episodi della prima stagione, dando alla serie un punteggio di 5/5 e definendolo "una delle cose migliori che abbia mai visto nella mia vita". Jonathan Barkan di Dread Central ha definito la serie "genio carburante di puro incubo", elogiando il grande contenuto di umorismo surreale. Dave Trumbore di Collider ha affermato che "Spesso non è possibile mettere in mostra questo livello di abilità artistica e follia in una rete televisiva internazionale" e che "riderai sicuramente mentre guardi The Shivering Truth, ma c'è anche una buona possibilità che vomiti un po', troppo".